# Ungerns Grand Prix 2021
Ungerns Grand Prix 2021, officiellt Formula 1 Rolex Magyar Nagydíj 2021 var ett Formel 1-lopp som kördes den 1 augusti 2021 på Hungaroring i Mogyoród, Ungern. Loppet var det elfte loppet ingående i Formel 1-säsongen 2021 och kördes över 70 varv.

## Bakgrund
Ungerns Grand Prix 2021 var ett lopp vid Hungaroring den 1 augusti 2021 och var den elfte rundan i Formel 1-VM 2021, det var den 36:e gången ett lopp hölls vid banan.

### Förare
Alla förare och stall var med utan några inhoppare i loppet. Robert Kubica körde i det första träningspasset i Alfa Romeos bil istället för Kimi Räikkönen.

### Däckval
Pirelli tilldelade stallen däckföreningarna C2, C3 och C4 som användes i loppet.

## Ställning i mästerskapet innan loppet
| Pos. | Förare          | Poäng |
| ---- | --------------- | ----- |
| 1    | Max Verstappen  | 185   |
| 2    | Lewis Hamilton  | 177   |
| 3    | Lando Norris    | 113   |
| 4    | Valtteri Bottas | 108   |
| 5    | Sergio Pérez    | 104   |

| Pos. | Konstruktör       | Poäng |
| ---- | ----------------- | ----- |
| 1    | Red Bull-Honda    | 289   |
| 2    | Mercedes          | 285   |
| 3    | McLaren-Mercedes  | 163   |
| 4    | Ferrari           | 148   |
| 5    | Alpha Tauri-Honda | 49    |

- Notering: Endast de fem bästa placeringarna i vardera mästerskap finns med på listorna.

## Kvalet
| Pos.                    | Nr. | Förare             | Konstruktör               | Kvaltider | Kvaltider | Kvaltider | Start- grid |
| Pos.                    | Nr. | Förare             | Konstruktör               | Q1        | Q2        | Q3        | Start- grid |
| ----------------------- | --- | ------------------ | ------------------------- | --------- | --------- | --------- | ----------- |
| 1                       | 44  | Lewis Hamilton     | Mercedes                  | 1:16,424  | 1:16,553  | 1:15,419  | 1           |
| 2                       | 77  | Valtteri Bottas    | Mercedes                  | 1:16,569  | 1:16,702  | 1:15,734  | 2           |
| 3                       | 33  | Max Verstappen     | Red Bull-Honda            | 1:16,214  | 1:15,650  | 1:15,840  | 3           |
| 4                       | 11  | Sergio Pérez       | Red Bull-Honda            | 1:17,233  | 1:16,443  | 1:16,421  | 4           |
| 5                       | 10  | Pierre Gasly       | Alpha Tauri-Honda         | 1:16,874  | 1:16,394  | 1:16,483  | 5           |
| 6                       | 4   | Lando Norris       | McLaren-Mercedes          | 1:17,081  | 1:16,385  | 1:16,489  | 6           |
| 7                       | 16  | Charles Leclerc    | Ferrari                   | 1:17,084  | 1:16,574  | 1:16,496  | 7           |
| 8                       | 31  | Esteban Ocon       | Alpine-Renault            | 1:17,367  | 1:16,766  | 1:16,653  | 8           |
| 9                       | 14  | Fernando Alonso    | Alpine-Renault            | 1:17,123  | 1:16,541  | 1:16,715  | 9           |
| 10                      | 5   | Sebastian Vettel   | Aston Martin-BWT Mercedes | 1:17,105  | 1:16,794  | 1:16,750  | 10          |
| 11                      | 3   | Daniel Ricciardo   | McLaren-Mercedes          | 1:17,664  | 1:16,871  | N/A       | 11          |
| 12                      | 18  | Lance Stroll       | Aston Martin-BWT Mercedes | 1:17,038  | 1:16,893  | N/A       | 12          |
| 13                      | 7   | Kimi Räikkönen     | Alfa Romeo-Ferrari        | 1:17,553  | 1:17,564  | N/A       | 13          |
| 14                      | 99  | Antonio Giovinazzi | Alfa Romeo-Ferrari        | 1:17,776  | 1:17,583  | N/A       | 14          |
| 15                      | 55  | Carlos Sainz, Jr.  | Ferrari                   | 1:16,649  | Ingen tid | N/A       | 15          |
| 16                      | 22  | Yuki Tsunoda       | Alpha Tauri-Honda         | 1:17,919  | N/A       | N/A       | 16          |
| 17                      | 63  | George Russell     | Williams-Mercedes         | 1:17,944  | N/A       | N/A       | 17          |
| 18                      | 6   | Nicholas Latifi    | Williams-Mercedes         | 1:18,036  | N/A       | N/A       | 18          |
| 19                      | 9   | Nikita Mazepin     | Haas-Ferrari              | 1:18,922  | N/A       | N/A       | 19          |
| 107 %-gränsen: 1:21,548 |     |                    |                           |           |           |           |             |
| —                       | 47  | Mick Schumacher    | Haas-Ferrari              | Ingen tid | N/A       | N/A       | 20          |
| Källor:                 |     |                    |                           |           |           |           |             |

1. ↑  Mick Schumacher kraschade i det tredje träningspasset och bilen var inte redo för kvalet. Han får ändå deltaga i loppet.[3] Han flyttades också ner fem startpositioner på startgridden efter att ha fått en ny växellåda. Detta gjorde dock ingen skillnad eftersom han ändå kom till att starta sist på startgridden.[4]

## Loppet
Esteban Ocon vann loppet och tog därmed sin första seger i Formel 1 karriären efter 78 starter. Han blev i och med det den 111:e föraren genom historien att vinna ett Formel 1 lopp. Detta var första gången sedan Alain Prost vann Österrikes Grand Prix 1983 som en fransk förare vann ett Formel 1 lopp i en fransk bil med en fransk motor.
| Pos.                                                                  | Nr. | Förare             | Konstruktör               | Varv | Tid/Bröt                       | Grid | Poäng |
| --------------------------------------------------------------------- | --- | ------------------ | ------------------------- | ---- | ------------------------------ | ---- | ----- |
| 1                                                                     | 31  | Esteban Ocon       | Alpine-Renault            | 70   | 2:04:43,199                    | 8    | 25    |
| 2                                                                     | 44  | Lewis Hamilton     | Mercedes                  | 70   | +2,736                         | 1    | 18    |
| 3                                                                     | 55  | Carlos Sainz, Jr.  | Ferrari                   | 70   | +15,018                        | 15   | 15    |
| 4                                                                     | 14  | Fernando Alonso    | Alpine-Renault            | 70   | +15,651                        | 9    | 12    |
| 5                                                                     | 10  | Pierre Gasly       | Alpha Tauri-Honda         | 70   | +1:03,614                      | 5    | 111   |
| 6                                                                     | 22  | Yuki Tsunoda       | Alpha Tauri-Honda         | 70   | +1:15,803                      | 16   | 8     |
| 7                                                                     | 6   | Nicholas Latifi    | Williams-Mercedes         | 70   | +1:17,910                      | 18   | 6     |
| 8                                                                     | 63  | George Russell     | Williams-Mercedes         | 70   | +1:19,094                      | 17   | 4     |
| 9                                                                     | 33  | Max Verstappen     | Red Bull-Honda            | 70   | +1:20,244                      | 3    | 2     |
| 10                                                                    | 7   | Kimi Räikkönen     | Alfa Romeo-Ferrari        | 69   | +1 varv                        | 13   | 1     |
| 11                                                                    | 3   | Daniel Ricciardo   | McLaren-Mercedes          | 69   | +1 varv                        | 11   |       |
| 12                                                                    | 47  | Mick Schumacher    | Haas-Ferrari              | 69   | +1 varv                        | 20   |       |
| 13                                                                    | 99  | Antonio Giovinazzi | Alfa Romeo-Ferrari        | 69   | +1 varv                        | PL   |       |
| RET                                                                   | 9   | Nikita Mazepin     | Haas-Ferrari              | 3    | Kollision                      | 19   |       |
| RET                                                                   | 4   | Lando Norris       | McLaren-Mercedes          | 2    | Kollision                      | 6    |       |
| RET                                                                   | 11  | Sergio Pérez       | Red Bull-Honda            | 0    | Kollision                      | 4    |       |
| RET                                                                   | 18  | Lance Stroll       | Aston Martin-BWT Mercedes | 0    | Kollision                      | 12   |       |
| RET                                                                   | 16  | Charles Leclerc    | Ferrari                   | 0    | Kollision                      | 7    |       |
| RET                                                                   | 77  | Valtteri Bottas    | Mercedes                  | 0    | Kollision                      | 2    |       |
| DSQ2                                                                  | 5   | Sebastian Vettel   | Aston Martin-BWT Mercedes | 70   | Bränsleoegentligheter (+1,859) | 10   |       |
| Snabbaste varvet: Pierre Gasly, Alpha Tauri-Honda, (varv 70) 1:18,394 |     |                    |                           |      |                                |      |       |
| Källor:                                                               |     |                    |                           |      |                                |      |       |

Noter
- ^1  – Inkluderar en extra poäng för snabbaste varv.
- ^2  – Sebastian Vettel diskvalificeras från loppet efter att det upptäckts oegentligheter med bränslenivån i hans bil.[7]

## Ställning i mästerskapet efter loppet
| Pos. | Förare          | Poäng |
| ---- | --------------- | ----- |
| 1    | Lewis Hamilton  | 195   |
| 2    | Max Verstappen  | 187   |
| 3    | Lando Norris    | 113   |
| 4    | Valtteri Bottas | 108   |
| 5    | Sergio Pérez    | 104   |

| Pos. | Konstruktör      | Poäng |
| ---- | ---------------- | ----- |
| 1    | Mercedes         | 303   |
| 2    | Red Bull-Honda   | 291   |
| 3    | McLaren-Mercedes | 163   |
| 4    | Ferrari          | 163   |
| 5    | Alpine-Renault   | 77    |

- Notering: Endast de fem bästa placeringarna i vardera mästerskap finns med på listorna.